# Повесть о посаднике Щиле
По́весть о поса́днике Щи́ле (в рукописях: «Сказание о Щилове монастыре, еже в великом Новеграде»; «Повесть, содеяшася в великом Новеграде, о избытии изо ада посадника Шила»; «О создании Шилова монастыря»; «Чудо о новгородском посаднике Шиле») — памятник древнерусской литературы середины XV века, созданный неизвестным автором. Главной мыслью Повести является порицание греха ростовщичества.

## Содержание
События повести происходят в Новгороде. Главный герой повести — посадник Щил или Шил имел единственного сына и занимался ростовщичеством, давая деньги под проценты купцам. Благодаря своей деятельности посадник разбогател и решил на свои деньги построить церковь в честь праздника Богородицы Покрова на берегу реки Волхова и создать монастырь при ней.
Щил для исполнения своего плана обратился к Новгородскому владыке Иоанну. Архиепископ дал благословение Щилу на постройку храма, а затем Иоанн сам с клиром приехал и отслужил молебен на основание церкви. Щил поставил богатую трапезу, угостил архиепископа и преподнес ему богатые дары. Щил начал строительство, а Иоанн возвратился домой. Пока посадник успешно строил на свои деньги церковь, архиепископа начали обуревать сомнения — правильно ли он поступил, дав благословение лихоимцу Щилу на постройку храма. Иоанн читает правила святых отцов и приходит к выводу об ошибочности своего поступка. В это время Щил окончил постройку храма, приготовил пир и пришёл к архиепископу для того, чтобы последний пришёл и освятил новую церковь.
Иоанн исповедовал Щила и велел ему одеть погребальные одежды и лечь в гроб во вновь построенной церкви. После чего над посадником совершают отпевание, во время которого Щил умирает, а гроб с покойником проваливается под землю, в адскую бездну. Архиепископ велел иконописцам написать изображение Щила в аду на стене церкви. Церковь запечатывают и оставляют неосвященной.
Сын Щила, плача, пришёл к архиепископу, с вопросом о том, что ему делать. Иоанн велел сыну пребывать в посте и бдении, в течение 40 дней и в 40 церквах служить панихиды и литургии, а также давать милостыню. Через 40 дней архидиакон пришёл в церковь и увидел, что голова Щила на изображении в храме находится вне ада. Иоанн велел вновь сыну Щила повторить молитву, бдение и милостыню в течение 40 дней. Через 40 дней Щил на стенном изображении был вне ада до пояса. Архиепископ в третий раз велел сыну Щила повторить молитву и прочее в течение 40 дней. После этого на изображении Щил уже был весь вне ада. Одновременно с изменением изображения Щила в аду, через каждые 40 дней поднимается гроб из земли, после 120 дней гроб полностью вышел из бездны. Все эти чудеса означали прощение грехов посадника Щила. Архиепископ совершает отпевание Щила и освящает церковь. С этого времени берет начало монастырь.

## Историческая основа Повести
Повесть дошла до нас в рукописной традиции XVII—XIX веков. Самый ранний список относится к 1-й четверти XVII века. Посадник Щил упоминается в новгородских летописях; в Новгородской четвёртой летописи под 1310 года рассказывается об основании в трёх верстах от Новгорода на правом берегу Волхова в урочище Дубно, или Дубенки, монахом Олонием (Леонтием) Щилом монастыря и построении церкви Покрова. Архиепископ Иоанн жил в другую эпоху по отношению к Щилу, он стал архиереем только в 1388 году. Д. С. Лихачёв обратил внимание на то, что в старшем изводе Новгородской первой летописи, представленном Синодальным списком, под 1310 годом говорится не о построении монастыря, а о постройке каменной церкви, обычно ставившейся в Новгороде на месте старой деревянной; поэтому существует предположение, что Щилов-Покровский монастырь был основан не в 1310 году, а гораздо раньше, в XII веке. Известно около ста списков Повести. Исследователи выделяют семь различных редакций Повести.